# Kreminne
Kreminne (ukr. Кремінне, dawniej Liasziwci lub Iliasziwci, ukr. Ляшівці lub Іляшівці, pol. hist. Iliaszowce) – wieś na Ukrainie, w obwodzie winnickim, w rejonie mohylowskim, nad Dniestrem.
W czasach Rzeczypospolitej wieś leżała w województwie podolskim. Odpadła od Polski w wyniku II rozbioru.